# Listă de edituri de literatură științifico-fantastică
Aceasta este o listă de edituri de literatură științifico-fantastică, de literatură fantastică, de ficțiune speculativă, studii, eseuri și enciclopedii dedicate domeniului: 

## A
- Abelard Science Fiction
- Ace Books
- Advent:Publishers
- Aqueduct Press
- Arcadia House
- Arkham House
- Avalon Science Fiction

## B
- Badger Books
- Baen Books
- Baen Ebooks, fosta Webscriptions
- Ballantine Books
- Bantam Spectra
- Berkley Books
- Bent Agency
- Bison Books
- Brick Cave Media

## C
- Canaveral Press
- Carcosa
- Cheap Street
- Chimaera Publications
- Cosmos Books

## D
- DAW Books
- Dark Castle Publishing
- Del Rey Books
- Donald M. Grant
- Dragon Moon Press
- Dobson
- Double Dragon Publishing

## E
- Editrice Nord
- Eidolon Publications
- Elastic Press
- Elder Signs Press
- Eos Books

## F
- Fandemonium Books
- Fantasy Press
- Fantasy Publishing Company, Inc.
- Fedogan & Bremer
- Fictioneers
- Flame Tree Publishing

## G
- Gnome Press
- Golden Gryphon Press
- Gorgon Press
- Grandon
- Grant-Hadley Enterprises
- Greenberg
- Gregg Press
- Griffin Publishing Company

## H
- Hadley Rille Books
- Harmony/Crown Books
- Harper Prism
- HarperCollins

## I
- ISFiC Press

## J
- John Hunt Publishing
- Jurassic London

## K
- Kayelle Press

## L
- Lore Lush Publishing

## M
- Mark V. Ziesing
- Meisha Merlin Publishing
- Mojo Press

## N
- Necronomicon Press
- Necropolitan Press
- Nemira
- NESFA Press
- New Arc Books
- New Collector's Group
- Newcastle Publishing Company
- New Era
- N.F.F.F.
- Night Shade Books
- Norilana Books

## O
- Orb Books
- Orb Publications
- Orbit Books

## P
- Palliard Press
- Pan Books
- Panther Books
- Parvus Press
- Phantasia Press
- Phoenix Pick
- Prime Books
- Prime Press
- PS Publishing
- Pulphouse Publishing
- Pyr

## R
- Rainfall Books
- Rao
- Roc Books

## S
- Severed Press
- St. Martin's Press
- Shasta Publishers
- Silver Key Press
- Small Beer Press
- Sphere Books
- Subterranean Press
- Suhrkamp Verlag

## T
- Tachyon Publications
- Ticonderoga Publications
- Tineretului
- Timescape Books
- Tor Books
- Twayne

## U
- Underwood-Miller

## V
- Victor Gollancz Ltd

## W
- Wheatland Press
- Wildside Press
- Winston Science Fiction

## Vezi și
- Listă de edituri de literatură fantastică
- Listă de edituri de literatură de groază